# Benoît Lengelé
Benoît Lengelé, né à Bruxelles en 1962, est un médecin, chirurgien et anatomiste belge.

## Biographie
Né à Bruxelles, Benoît Lengelé a étudié la médecine à l'Université Catholique de Louvain dont il est diplômé en 1987. Il s'est intéressé à la morphologie du visage et aux modifications du visage causées par le vieillissement.
En tant que professeur principal de la chaire d'anatomie humaine à l'UCLouvain (campus de Bruxelles Woluwe), il est également chef du département de morphologie expérimentale.[réf. nécessaire]
Il est aussi un chirurgien plastique à l'hôpital universitaire de l'UCLouvain à Bruxelles, depuis 1991, il a travaillé dans la chirurgie maxillo-faciale à l'hôpital universitaire central à Amiens, où il a rencontré Bernard Devauchelle et Sylvie Testelin. Avec ses collègues, il a développé plusieurs nouvelles techniques visant à reconstruire par microchirurgie, des parties spécifiques de la tête et du cou, comme le larynx ou la lèvre inférieure. Ensemble, ils sont arrivés à la conclusion que les résultats obtenus par ces autotransplants sont imparfaits et émettent l'idée que les allogreffes faciales pourraient être utilisées pour réparer des patients souffrant de défigurations sévères.[réf. nécessaire]
Le 26 novembre 2005, Benoît Lengelé a réalisé, avec Bernard Devauchelle et Sylvie Testelin à Amiens, la première allogreffe faciale partielle pour réparer le visage mutilé d'Isabelle Dinoire, une jeune femme sévèrement défigurée par son chien,. En 2009, il a reçu les honneurs de son pays à la suite de son travail dans les allogreffes et a été fait chevalier par le roi Albert II pour ses contributions. En 2011, le roi lui-même bénéficie d'une intervention du professeur Lengelé pour le traitement d'un epithelioma basocellulaire.
Il a réalisé plus de 300 publications référencées.
En 2019, il devient Docteur Honoris Causa de l’Université de Picardie, et la même année, il reçoit le titre de chevalier de la Légion d'honneur par l'ambassadeur de France de Belgique.